# أوفير مارسيانو
أوفير مارسيانو (بالعبرية: אופיר מרציאנו‏) (7 أكتوبر 1989 بأشدود في إسرائيل - ) هو لاعب كرة قدم إسرائيلي في مركز. شارك مع منتخب إسرائيل لكرة القدم. أما مع النوادي، فقد لعب مع موسكرون بيروفيلز ونادي أسدود.

## مسيرته الكروية
لعب أوفير مارسيانو خلال مسيرته الاحترافية مع 3 أندية في اثنا عشر موسمًا ولم يسجل خلالها أي هدف ضمن 239 مباراة. ولم يفز بأي موسم بالكأس أو بالدوري.
خاض أوفير مارسيانو مسيرته مع نادي أسدود في موسم 2008–09 ليلعب معه سبعة مواسم، مشاركًا في 139 مباراة ولم يسجل أي هدف. ثم انتقل إلى نادي موسكرون بيروفيلز في موسم 2015–16 لمدة موسم واحد، حيث شارك في 6 مباريات ولم يسجل أي هدف أيضًا. لينتقل بعدها إلى نادي هيبرنيان في موسم 2016–17 ليلعب معه أربعة مواسم، مشاركًا في 94 مباراة ولم يسجل أي هدف أيضًا.

## وصلات خارجية
- أوفير مارسيانو على موقع الاتحاد الدولي (مؤرشف)  (الإنجليزية)
- أوفير مارسيانو على موقع الاتحاد الأوربي (الإنجليزية)
- أوفير مارسيانو على موقع قاعدة بيانات كرة القدم.إي يو (الإنجليزية)
- أوفير مارسيانو على موقع ليكيب (الفرنسية)
- أوفير مارسيانو على موقع ناشيونال فوتبول تيمز (الإنجليزية)
- أوفير مارسيانو على موقع Soccerbase.com (لاعب) (الإنجليزية)
- أوفير مارسيانو على موقع Soccerway.com (الإنجليزية)
- أوفير مارسيانو على موقع عالم كرة القدم.نت (الإنجليزية)